# Сенников, Аркадий Андреевич
Арка́дий Андре́евич Се́нников (январь 1908, с. Богородское, Котельничский уезд, Вятская губерния, Российская империя — 31 марта 1974, Москва, СССР) — советский хозяйственный, государственный и партийный деятель.

## Биография
Родился на станции Шабалино Северной железной дороги, в русской семье рабочего-железнодорожника.
В 1922—1925 работал на Северной железной дороге рабочим службы ремонта пути (разъезды № 52 и 53).
С 1925 года — на комсомольской работе:
- 1925—1927 — ответственный секретарь Мантуровского волостного комитета ВЛКСМ (Кологривский уезд); в 1927 году принят в ВКП(б);
- 1927—1928 — ответственный секретарь Кологривского уездного комитета ВЛКСМ (Костромская губерния);
- 1928 — ответственный секретарь Костромского горкома ВЛКСМ;
- 1929 — заведующий организационным отделом Костромского окружного комитета ВЛКСМ;
- 1930 — ответственный секретарь Александровского окружного комитета ВЛКСМ;
- сентябрь 1931 — май 1933 — секретарь ЦК ЛКСМ Туркменской ССР;
- июнь — декабрь 1933 — помощник по комсомолу начальника политотдела Наркомата земледелия СССР[2].

С 1934 года — на партийной работе:
- январь 1934 — январь 1935 — начальник политотдела Семенниковской МТС (пос. Семенник Мервского района);
- февраль 1935 — август 1937 — первый секретарь Сталинского райкома КП Туркменистана;
- сентябрь — октябрь 1937 — ответственный контролёр аппарата Уполномоченного КПК при ЦК ВКП(б) по Туркменской ССР;
- ноябрь — декабрь 1937 — заместитель заведующего отделом советской торговли ЦК КП Туркменистана;
- январь — февраль 1938 — заведующий отделом руководящих партийных органов ЦК КП Туркменистана;
- март — май 1938 — 3-й секретарь ЦК КП Туркменистана[2].

1 мая 1938 года был арестован органами НКВД, до весны 1939 года находился в заключении под следствием. Освобождён; 16 июля 1939 года решением ЦК КП Туркменистана восстановлен членом ВКП(б).
С октября 1939 по декабрь 1944 года — заместитель председателя Совета Народных Комиссаров Туркменской ССР; одновременно с марта 1942 по ноябрь 1945 года — постоянный представитель Туркменской ССР в Москве.
С ноября 1945 по июль 1947 года — первый секретарь Чарджоуского обкома КП Туркменистана; затем по сентябрь 1953 года — второй секретарь ЦК КП Туркменистана.
С 1956 года, окончив Высшую партийную школу при ЦК КПСС, занимал должность инспектора ЦК КПСС, с 1960 года — председателя ЦК профсоюза работников государственных учреждений.
Избирался депутатом (от Туркменской ССР) Совета Национальностей Верховного Совета СССР 3-го созыва (1950—1954). Делегат (от КП Туркменистана) XIX съезда КПСС (1952); член ЦК Компартии Туркменистана с 1931 года.
В 1972 году вышел на пенсию. Умер 31 марта 1974 года в Москве, похоронен на Кунцевском кладбище.

## Комментарии
1. ↑  Железнодорожная станция Шабалино была открыта в 1906 рядом с селом Богородское[1], ныне входит в его состав: пгт Ленинское, административный центр Шабалинского района Кировской области.